# Mike Dirnt
Michael Ryan Pritchard (Oakland, Californië, 4 mei 1972) beter bekend als Mike Dirnt, is een Amerikaans muzikant en bekend als de bassist van de band Green Day. Hij speelt verder farfisa, gitaar en drums. Zijn artiestennaam kreeg hij doordat hij op school altijd luchtgitaar speelde en daarbij een "Dirnt Dirnt Dirnt"-geluid maakte.

## Biografie
Mike werd geboren bij een aan heroïne verslaafde moeder en werd na zes weken opgegeven voor adoptie. Zijn adoptieouders scheidden toen Mike 7 was. Hij moest vanaf dat moment steeds heen en weer tussen beide huishoudens. Zijn biologische moeder overleed op 9 januari 2013. Dirnt slaagde erin haar slechts een maand voor haar dood te ontmoeten.
Mike ontmoette Billie Joe Armstrong in de vijfde klas van de Carquinez Middle School in Crockett en werd een collega van Billie Joes moeder. Op zijn 15de huurde Mike de garage van de familie Armstrong. Toen Armstrong en Pritchard 14 jaar oud waren vormden ze hun eerste band Sweet Children met Armstrong als zanger en Pritchard als gitarist, Raj Punjabi was de drummer en Sean Hughes speelde basgitaar.
Tijdens zijn periode in High School had zijn familie te kampen met financiële problemen en daarom werkte Pritchard als kok bij Nantucket, een visrestaurant in Crockett.

## Carrière
Na een aantal optredens met hun bandje Sweet Children stopte Raj Punjabi als drummer en werd vervangen door Al Sobrante (Artiestennaam van John Kiffmeyer). Toen ook Sean Hughes uit de band stapte, ging Mike basgitaar spelen en dat is hij altijd blijven doen. In 1989 veranderde de band haar naam naar Green Day: een verwijzing naar hun liefde voor marihuana. De band nam zijn debuutalbum 39 / Smooth op tijdens de kerstvakantie van 1989 en ging op tournee in juni 1990, de dag dat Dirnt afstudeerde van de middelbare school. Zanger Billie Joe Armstrong was al gestopt met school om zich volledig op muziek te richten, maar Dirnt wilde een back-up (waarschijnlijk ook vanwege zijn vroegere financiële problemen) en vervolgde zijn opleiding wel.
In het Green Day livealbum, Bullet in a Bible, noemt Armstrong Dirnt "De beste bassist in de geschiedenis van punkrock."
In 2012, tijdens het iHeartRadio Music Festival, sloegen Dirnt en Armstrong gezamenlijk hun gitaren kapot, nadat Armstrong geïrriteerd raakte toen hun optreden werd afgekapt door het optreden van Usher. Dit was overigens in een periode dat Armstrong veel drugs en alcohol gebruikte.

## Andere projecten
Buiten Green Day heeft Mike Dirnt aan verschillende andere muzikale projecten gewerkt. Hij was een van de leden van de band The Frustrators. Hij speelde ook een korte tijd in Screeching Weasel.

## Privé
Dirnt trouwde in 1996 met zijn eerste vrouw, Anastasia Serman; ze zijn in 1999 weer gescheiden. Anastasia en Dirnt kregen samen een dochter (1996). In de zomer van 2008 kreeg hij de volledige voogdij over zijn dochter en nam haar mee om in Oakland te wonen.
In 2004 trouwde hij met zijn vriendin Sarah Garrity in een privévilla in Puerto Vallarta, Mexico. Het paar scheidde hetzelfde jaar alweer.
Op 14 maart 2009 trouwde hij met Brittney Cade in Brittney's geboorteplaats Ojai, Californië. Dirnt heeft twee kinderen met Cade: een zoon, (2008), en een dochter, (2010).
Dirnt is een Star Wars-fan; hij grapte in een interview dat hij "het grootste deel van zijn religieuze overtuigingen" baseert op Star Wars.
In december 2015 kondigden Dirnt en Billie Joe Armstrong aan dat ze een koffiebedrijf zouden lanceren, Oakland Coffee Works. Het bedrijf verkoopt biologische koffiebonen en was het eerste bedrijf dat exclusief 100% composteerbare zakken en pods gebruikte. Dit bedrijf ging later verder in Punk Bunny Coffee.
- Gemeinsame Normdatei: 1135441820
- International Standard Name Identifier: 0000 0000 6400 4052
- Library of Congress Control Number: no2005012660
- MusicBrainz: f332a312-e95b-4413-b6cc-1762a5a6a083
- Nationale Bibliotheek van Tsjechië: xx0084333
- Nationale Bibliotheek van Israël: 987012384899105171
- Virtual International Authority File: 273392070
- WorldCat: E39PBJbCV8vt8WT9bHGvhjbDbd